# ويلي إيرفاين (لاعب كرة قدم مواليد 1943)
ويلي إيرفاين (بالإنجليزية: Willie Irvine) هو لاعب كرة قدم بريطاني في مركز الهجوم، ولد في 18 يونيو 1943 في مقاطعة أنترم في المملكة المتحدة. شارك مع منتخب أيرلندا الشمالية تحت 23 سنة لكرة القدم ومنتخب أيرلندا الشمالية لكرة القدم. أما مع النوادي، فقد لعب مع برايتون أند هوف ألبيون وبريستون نورث إيند ونادي بيرنلي ونادي هاليفاكس تاون.

## وصلات خارجية
- ويلي إيرفاين على موقع الاتحاد الأوربي (الإنجليزية)
- ويلي إيرفاين على موقع قاعدة بيانات كرة القدم.إي يو (الإنجليزية)
- ويلي إيرفاين على موقع ناشيونال فوتبول تيمز (الإنجليزية)